# Reformas al esperanto
Dado que el esperanto es un idioma planificado, muchas personas tras conocerlo (en profundidad o sólo superficialmente), proponen varias reformas, que en su opinión consisten en mejoras para el idioma.
Los aspectos más criticados por los reformistas son:
- Las letras con circunflejo
- El acusativo
- El supuesto sexismo
- Vocabulario

## Debate acerca de las reformas
- Quienes justifican algunos o todos los cambios argumentan que si el esperanto no ha arraigado más, es porque adolece de estos problemas, pero que sin embargo es suficiente bueno como para 'retocarlo', sin necesidad de inventar un idioma nuevo o escindirse, como ya ocurrió en el caso del ido.

- Los conservadores en este aspecto argumentan principalmente que ataca al Fundamento de Esperanto, o que disgregaría el movimiento.

## Las letras con circunflejo
En un principio, el esperanto se diseñó su escritura fuera fácil para todo el mundo. De entre todos los alfabetos, se escogió el latino por varias razones:
- Es un alfabeto que comparten muchos idiomas.
- Tiene un número relativamente pequeño de letras.

Ya que por ejemplo en el alfabeto árabe las letras varían de forma según las letras que tengan alrededor; en el hebreo no existen marcas para las vocales; otros sistemas son silábicos lo que da lugar a un gran número de símbolos. La escritura simbólica o ideográfica no representa sonidos.
Sin embargo, hizo algunas modificaciones (añadir acentos circunflejos en algunas letras: ĉ, ĝ, ĥ, ĵ, ŝ, ŭ. ) para mantener una ortografía totalmente fonética, donde cada símbolo representa un solo fonema, y cada fonema está representado por una sola letra.
Inicialmente, cuando la mayor parte del texto escrito era escrito a mano, esto no representaba ningún inconveniente. Sin embargo, para escribir en imprenta sí que consistía un problema (ya que habría que fabricar tipos nuevos), por lo que la solución oficial pasó por añadir una 'h' a cada letra con cincunflejo, de forma que la "ĉ" se convierte en "ch" y sucesivamente. Esto presentaba el problema de una cierta ambigüedad, dado que ante una 'sh' por ejemplo, si no se conoce la palabra, se puede pronunciar de dos formas distintas. No es demasiado improbable que se dé el caso, dado que la propia estructura del idioma anima a crear nuevas palabras compuestas.
Para solucionar este inconveniente se ha propuesto utilizar '^c' o 'cx' siendo este último uno de los que mayor éxito ha tenido.
Sin embargo estas contribuciones no llegan a ser consideradas reformas, sino simplemente maneras de sortear un inconveniente que sería subsanado (la ausencia de los caracteres 'extraños' en los teclados 'estándar') si el esperanto fuera ampliamente usado.
Las reformas propiamente dichas han pasado por:
- Eliminar el fonema 'c' como 'ts' por lo que queda libre la letra 'c' para otro fonema.
- Eliminar la 'ŭ', y sustituirla por una 'w'. Esta práctica está relativamente extendida en internet.
- Eliminar (de forma oficial, no sólo como 'atajo') los circunflejos y sustituirlos por 'h' (parcialmente, fue una de estas reformas las que caracterizó al ido).
- Incluir la 'y' y la 'q' como letras para así poder quitarles el gorrito a las que lo tienen.

etc.
Quienes se oponen a las reformas de este tipo en particular, argumentan que los circunflejos son una característica esencial del esperanto (tal como está considerada la 'ñ' en el español).

## El acusativo
El acusativo es el único caso que se mantiene en esperanto (utilizándose el nominativo para el sujeto y preposición + nominativo para los complementos).
Ejemplos:
- 1) Antonio bebe agua. Agua Antonio bebe. Bebe agua Antonio.

Es una frase que no presenta dudas una vez que se conoce el significado de las palabras, sin embargo:
- 2) Gato come pez. Pez come gato. Pez gato come.

Es ambigua si no se marca qué es el objeto y quién el sujeto, ya que el gato puede haber caído al mar y un gran pez se lo está comiendo, o bien el gato estar comiendo un pez que halló en la basura.
En español, por ejemplo, se tiende a marcar esta diferencia por el orden de las palabras y por la concordancia entre el sujeto y el verbo, lo cual elimina el problema de la ambigüedad, salvo casos como el anterior, donde coincide en número y persona el objeto y el sujeto.
Las propuestas de reforma del acusativo son principalmente:
- Eliminar el acusativo y distinguirlo solo por el orden en la oración. (Como sucede en inglés, por ejemplo).
- Relajar la necesidad de acusativo sólo a los casos en los que se presente ambigüedad (dado el significado de las palabras), o en ambientes informales.
- Utilizar una preposición para marcar el objeto (sobre todo para nombres no esperantizados o títulos, siglas, etc.)

Una propuesta de reforma para solucionar esto es añadir una nueva preposición 'na' que haga las veces de acusativo. (Ver naísmo)

## Supuesto sexismo
En esperanto no existe género gramatical. Muchas palabras son básicamente neutras (como "homo", persona) mientras que otras son masculinas (como "patro", padre). Se utiliza el sufijo 'ino' para derivar el femenino desde la palabra masculina o neutra, mientras que el masculino es el mismo que el neutro en casi todas las palabras (ya que las palabras neutras son usadas como masculinas ya que no hay sufijo masculino y otras palabras sí son masculinas sin sufijo). Las personas cuyo idioma natal distingue siempre entre masculino y femenino (como el español) utilizan a todas las palabras como masculinas, mientras que las personas cuyo idioma natal no distingue masculino y femenino en la mayoría de los casos (como el inglés) utilizan muchas palabras como neutras. Esta diferencia se ve principalmente en palabras de animales y profesiones.
Ej: 
Patro (masculino) - Patrino (femenino).   
Leono (neutro/masculino) - Leonino (femenino).   
Instruisto (neutro/masculino) - Instruistino (femenino).   
Que se traducen al español como Padre - Madre, León - Leona y Profesor - Profesora.
El problema de este enfoque es que se puede considerar que el estado 'natural' es el masculino, y el femenino un derivado. O también que se debe decir el sexo de alguien cuando se habla de él, aunque no sea conocido, relevante o conveniente.
Por otro lado, las tres formas de la tercera persona del singular son:
Li -> Él; Ŝi (sxi)-> Ella; Ĝi (gxi)-> 'ello'
Li y ŝi, se usan exactamente como en español, y el 'ĝi' es para seres inanimados o asexuados, pero si el sexo es desconocido (por ejemplo: '-Mi jefe me trata mal. -¿Cómo es él/ella?') aparece la duda.
Los oponentes a estas reformas argumentan que se puede utilizar 'ĝi' o incluso 'tiu' para personas.
Dos de las muchas propuestas para suplir este inconveniente son el riismo y el liismo.

## Vocabulario
Muchas personas han creado neologismos, por tres motivos principales:
- Suplir la carencia de alguna palabra que no existe en el diccionario oficial. Cuando la informática se empezó a hacer popular ocurrió con la palabra ordenador, de la cual surgieron muchas propuestas, siendo finalmente la más aceptada komputilo.
- Desconocimiento de que ya existe una palabra con ese significado.
- La palabra, si bien no existe como raíz, puede ser dicha como palabra compuesta, dadas las facilidades que ofrece el esperanto para ello. Un ejemplo es malsanulejo (literalmente: "Sitio adecuado para las personas caracterizadas por no estar sanas") o vagonaro (conjunto de vagones) y aparecen hospitalo o trajno (hospital, tren)

En estos dos últimos casos, se crean sinónimos, por lo que el diccionario (según algunas personas) resulta demasiado amplio y sería adecuado reducir el número de palabras, o por lo menos restringirlo en algunos aspectos.
Uno de esos proyectos es el Inter-Esperanto.
Algunas veces estos neologismos pasan al diccionario oficial de la academia, mientras otras (por distintos motivos) no lo hacen.
Sin embargo, la creación de neologismos no es exclusiva del caso del esperanto, ni tampoco los motivos para que estos se den.